# Timo de Wettin
Timo I, conde de Wettin (h. 1015 - 9 de marzo de 1090/1091 o h. 1100), un miembro de la dinastía Wettin, fue un conde de Wettin y Brehna.

## Biografía
Era un hijo menor del margrave Teodorico II de Baja Lusacia y su esposa Matilde, una hija del margrave Ecardo I de Meissen. Cuando su padre fue asesinado en 1034, Timo lo sucedió en sus territorios natales de Wettin y Brehna. También sirvió como Vogt (bailío) de la diócesis de Naumburgo y del monasterio de la familia Wettin en Gerbstedt.
En la rebelión sajona de 1073-75, combatió al rey Enrique IV y también se enfrentó a su hermano el obispo Federico de Münster. Más tarde de nuevo se acercó al rey y en 1088 acudió a la dieta Hoftag en Quedlinburg, donde el margrave brunónida Egberto II de Meissen fue depuesto.
El año exacto de la muerte de Timo se desconoce; desde su hijo Conrado nació en aproximadamente 1098, Timo no puede haber muerto mucho antes este año. Alternativamente, algunos investigadores asumen que Timo era de hecho el abuelo de Conrado, y que el padre de Conrado era un hijo desconocido de Timo con el mismo nombre, haciendo posible así que el año de la muerte fuera 1090/91, como se dice en una crónica. Sin embargo, puesto que Timo II no aparece en ningún otro lugar, esto se considera improbable.
Está enterrado en el monasterio de Niemegk, que él había fundado.

## Matrimonio y descendencia
Timo se casó con Ida, hija del conde Otón de Nordheim. Tuvieron tres hijos:
- Dedo IV (m. 16 de diciembre de 1124), conde de Wettin, se casó con Berta, hija del margrave Wiprecht de Groitzsch, m. sin herederos masculinos
- Conrado de Meissen (h. 1097-1157)
- Matilde, casada con el conde Gerón I de Seeburg en 1115, y en segundo lugar el conde Luis de Wippra en 1123